# Collectif des travailleurs russes de Saint-Pétersbourg

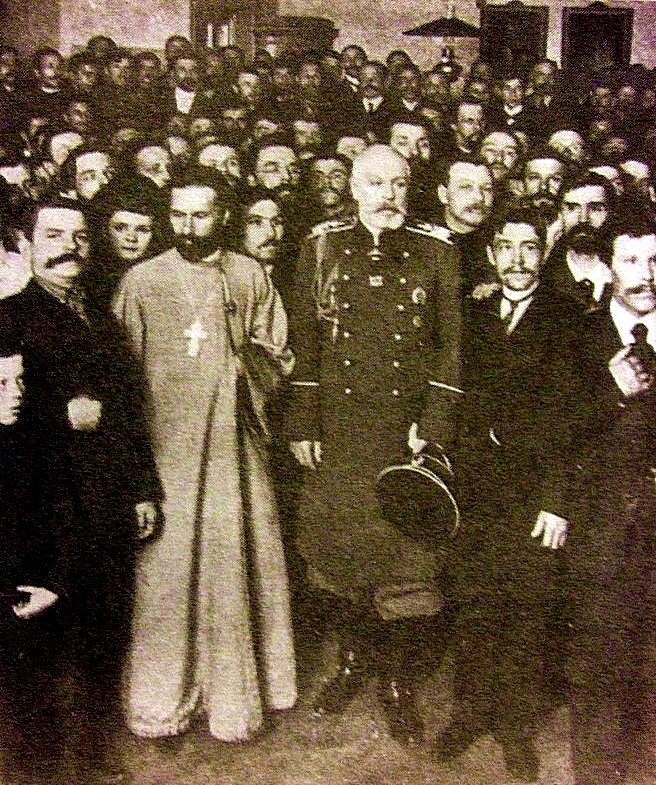
Gueorgui Gapone et Ivan Foullon à la section de Kolomenskoïe à l'Automne 1904

Collectif des travailleurs russes de Saint-Pétersbourg (russe : Собрание русских фабрично-заводских рабочих Санкт-Петербурга) (1904–1906) est un des premiers syndicats professionnels légaux en Russie. Il est créé par le prêtre Gueorgui Gapone.
Ce collectif joue un rôle important au début de la révolution russe de 1905-1907. En janvier de l'année 1905, il rassemble environ 10 000 travailleurs. Le collectif prépare la remise de la pétition des travailleurs de Saint-Pétersbourg du 9 janvier 1905 au tsar sous forme d'une procession. Ce jour qui a été dénommé plus tard Dimanche rouge, du fait de la fusillade intervenue contre les manifestants et des nombreux morts et blessés qu'elle provoqua.

## Émergence du collectif
Le collectif est créé en 1903 sur base de la société Zoubatovskaïa d'assistance mutuelle des travailleurs de la production mécanique .
En août 1903, après la démission de Sergueï Zoubatov, c'est le prêtre Gueorgui Gapone qui devient de facto le dirigeant de cette société. En quittant Saint-Pétersbourg, Zoubatov demande au prêtre de ne pas abandonner la direction de la société Zoubatovskaïa. Gapone en fait la promesse.
Gapone réunit un groupe de travailleurs les plus dynamiques et leur fait cette proposition: «... En fin de compte, abandonnez la forme d'une organisation moscovite, libérez-vous de la tutelle des bureaucrates et, ce qui compte le plus, créez-vous une indépendance matérielle ». La proposition reçoit un soutien unanime. En même temps une nouvelles salle de réunion est installée, un nouveau statut juridique est élaboré et soumis à l'approbation du ministère de l'Intérieur. Ce groupe le plus dynamique comprend des travailleurs tels que Nikolaï Varnachiov (ru), Ivan Vassilev (ru) et d'autres encore.
Le 28 février 1904 (12 mars dans le calendrier grégorien), le ministre de l'intérieur Viatcheslav Plehve approuve la charte du collectif qui reçoit le nom de Collectif des travailleurs russes de Saint-Pétersbourg.

## Le groupe Karelin
Parmi les travailleurs apparaît le souhait, à cette époque, de créer leur propre organisation légale de masse qui défendrait les droits des travailleurs, dans certains cercles sociaux-démocrates de Saint-Pétersbourg. La personnalité de Gapone était du type de celles qui permettait d'envisager une telle organisation. Ainsi, au sein du cercle de Alexeï Karelin (ru), les participants estimaient inefficace le travail clandestin et les conspirations et cherchaient des voies pour stimuler l'activité ouverte et officielle des masses laborieuses. En septembre 1903, Alekseï Karelin communique à son ami I. Pavlov le message suivant :
« Mais voilà que récemment des tentatives d'organisations officielles et ouvertes semblent être entrées dans une nouvelle phase. Une figure est apparue à l'horizon du mouvement ouvrier, et du plus haut intérêt à tous égards. C'est un élément qui s'est introduit dans le mouvement ouvrier, d'un côté radicalement opposé à ce mouvement, de l'autre, malgré sa position générale, capable d'y jouer un rôle majeur. Je veux parler du prêtre que l'on appelle Gueorgui Gapone. Sa position est telle qu'il est impossible  à comprendre. On dit qu'il est révolutionnaire et même que c'est un révolutionnaire violent » .
À l'automne 1903, Alekseï Karelin et son épouse Véra Karelina rejoignent la Société Zoubatovskaïa, puis le Collectif, en même temps que des travailleurs de l'île Vassilievski.

## Statut juridique et structure du collectif

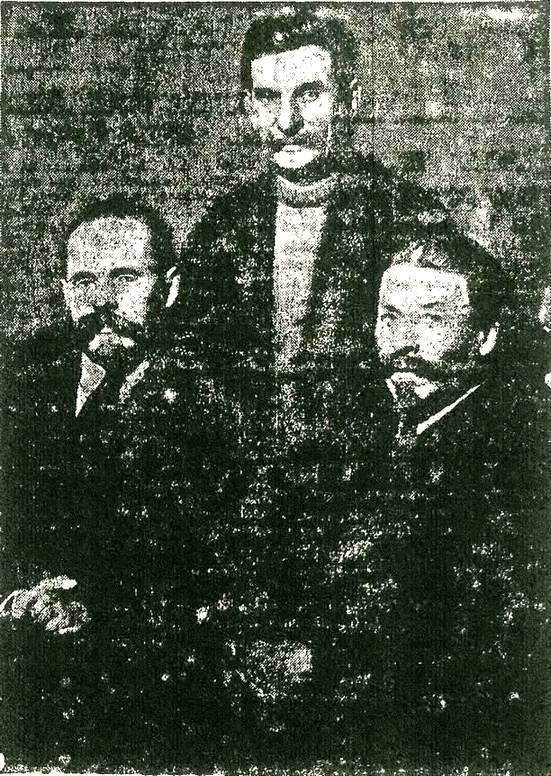
Membre du Collectif des travailleurs : S. Kladovikov, A Semionov, V Maslov

Selon les statuts approuvés, le Collectif a pour objectif:
- d'offrir à se membres la possibilité de passer de manière raisonnable et dans la sobriété une partie de temps libre au travail;
- de diffuser au sein du monde ouvrier la philosophie des lumières sur une base adaptée à la mentalité russe;
- de contribuer à l'amélioration des conditions de travail et de la vie des ouvriers.

Pour atteindre ces objectifs, le Collectif a obtenu le droit d' :
- organiser chaque semaine des rencontres pour discuter raisonnablement et exhaustivement des besoins des membres du Collectif;
- de former des chorales laïques et spirituelles avec les membres, d'organiser des concerts, du chant choral en famille, et des soirées littéraires;
- de mettre en place différentes sortes d'activités éducatives comme : une bibliothèque avec salle de lecture, des lectures sur des thèmes folkloriques, des conversations et de l'enseignement magistral dans des matières générales;
- de mettre en place différentes entreprises caritatives et commerciales détenant : un capital pour l'assistance mutuelle du Collectif, une caisse pour les frais de funérailles, une cantine, une coopérative de consommation et d'autres moyens susceptibles de permettre l'amélioration de la situation matérielle des membres du Collectif[4],[5].

Pouvaient devenir membre du Collectif, les travailleurs russes des deux sexes, de confession chrétienne. À la tête du Collectif, se trouvait un cercle des personnes responsables , composé des fondateurs du Collectif, auxquels étaient adjoints des membres du Collectif choisis selon une procédure particulière. La gestion directe était confiée à un bureau élu par l'assemblée générale parmi les membres du cercle des personnes responsables. Les membres du bureau choisissaient dans leurs rangs l'équivalent d'un gradonatchalnik.
Dans le cercle des personnes responsables, ou conseil était élu un représentant du Collectif, élu pour trois ans pour le premier conseil constitué, puis plus tard, choisi par l'assemblée générale parmi les plus aptes par leur formation, soit laïque, soit spirituelle. Le représentant est le responsable principal et représente l'assemblée pour toutes les affaires officielles. Il conserve la correspondance relative au Collectif.
Le représentant du Collectif durant les trois premières années a été Gueorgui Gapone. Comme membres du conseil les travailleurs ont choisi : Alekseï Karelin, Ivan Vassiliev, Nikolaï Varnachiov, Dmitri Kouzin, et d'autres encore. Le représentant du conseil était Vassiliev, le secrétaire D. Kouzin, le trésorier Karelin.

## Début d'activité duCollectif

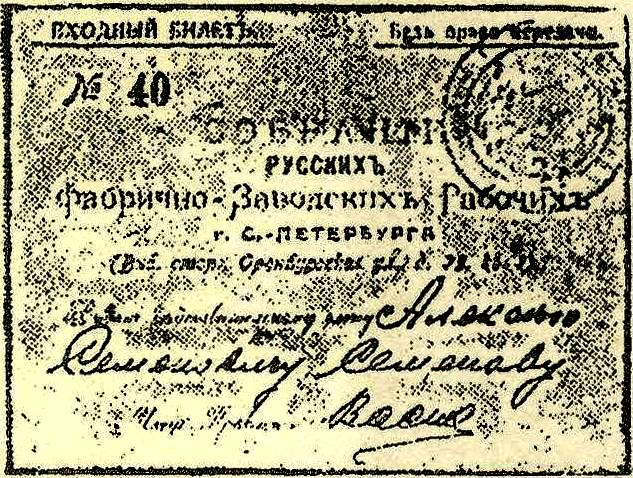
Carte de membre du Collectif des travailleurs des usines russes А. С. Semionov

Le 24 avril 1904 (7 mai dans le calendrier grégorien), au club de la section de Vyborg (rue d'Orenbourg 23), en présence du gradonatchalnik Ivan Foullon, se tient la première séance du Collectif.
Puis, au mois de mai, c'est la section de l'île Vassilievski, en juin, la troisième, celle de la porte de Narva, et puis les autres. En tout, jusqu'à la fin 1904, 11 sections régionales du Collectif ont été créées, le nombre de participants atteignant 10 000 personnes. Toutes les sections travaillaient tous les jours à partir de 7 heures du soir et proposaient le thé, des bibliothèques, des salles de lecture, des cercles (de mathématique, de musique, de langues étrangères, de gymnastique, etc.). Le mercredi et le dimanche, des conférences, des réunions, des soirées musicales et dansantes sont organisées. Les femmes prennent une part active aux travaux du Collectif.
Selon les mémoires de A. Karelin, « les ouvriers devaient se lancer dans des recherches incroyables. Et qu'est ce qu'ils n'ont pas fait ? Qui en mathématique, qui en langue russe, qui en langue étrangère. Je ne sais pas à quoi ils se destinaient, mais ils l'on fait et ils se lançaient dans la musique et même dans la gymnastique » .
Selon les mémoires de I. Pavlov, responsable de l'atelier musical :
« L'idée de leur unification a pénétré les masses laborieuses, et la possibilité de se rassembler, de discuter de leurs besoins pour les plus conscientisés, et pour certaines femmes en particulier, la possibilité de se distraire lors de soirées musicales et de se lancer dans les danses à la mode a beaucoup contribué à la popularité du nouveau collectif dans la communauté du travail ».
En ce qui concerne les réponses aux questions politiques, comme le remarque I. Pavlov, le ton calme et confiant des dirigeants du Collectif permettait d'écarter les questions risquées des débats publics, mais cela n'empêchait pas, pendant les pauses, d'expliquer qu'une telle prudence était indispensable, mais temporaire. D'autre part, la nécessité organique pour la masse des travailleurs de sortir, d'une manière ou d'une autre, de discussions clandestines à propos de leurs exigences a permis de créer une atmosphère plus appropriée. Au fur et à mesure de l'ouverture de nouvelles sections du Collectif et de la croissance de son nombre de membres, les discussions ouvertes des travailleurs sur les exigences ont commencé à être tolérées à plus grande échelle, mais toujours à un niveau de prudence élevé.
L'okhrana, le département de la police et le gradonatchalstvo de Saint-Pétersbourg soutiennent le Collectif (même sur le plan financier). Selon les mémoires de Gapone :
« Vers cette époque (fin juin), j'ai été invité au département de la sécurité et on m'a proposé une grosse somme d'argent pour notre Collectif. Même si cela m'était amer d'accepter ne fût-ce qu'une partie de la somme, pour éviter les soupçons, j'ai pris quatre cents roubles et j'ai placé cette somme dans notre caisse en indiquant dans les livres que c'était un don anonyme. Par la suite, j'ai entendu que l'ambassadeur russe en France me reprochait d'accepter de l'argent du gouvernement, puis de l'utiliser contre lui. Il oublie que cet argent avait été pris dans la poche des travailleurs et que je ne faisais que le rendre à qui il appartenait » .

## Les onze sections du collectif
Au fur et à mesure que le nombre de membres du Collectif augmentait dans les raïons de Saint-Pétersbourg, de nouvelles sections s'ouvraient. À la fin de l'année 1904, il existait 11 sections:
- Section de Vyborg (Centre) à Vyborg, (rue d'Orenbourg);
- Section de Narva à la porte de Narva, (Chaussée Peterhof);
- Section Vassilievski dans l'Île Vassilievski, (4e ligne);
- Section de Kolomna dans le raïon de Kolomna ;
- Section de la Nativité dans le raïon de la Nativité;
- Section de Peterbourg au District de Petrograd, (ruelle Geslerovski);
- Section de Nevski à la Barrière Nevski, (ruelle Novo-Progonny);
- Section de Moscou à la Barrière de Moscou;
- Section du Canal de dérivation à la rue Drovianaïa au Canal Obvodny;
- Section Gavanski dans le raïon Gavane (raïon historique), (rue Gavanski);
- Section Koinski dans la ville de Kolpino[6].

## Assassinat deViatcheslav Plehveet croissance de la politisation
Le 28 juillet 1904 (10 août dans le calendrier grégorien) à la suite d'une action terroriste organisée par le Parti socialiste révolutionnaire, le ministre de l'intérieur Viatcheslav Plehve est assassiné. Le 8 septembre 1904 (21 septembre dans le calendrier grégorien) un nouveau ministre libéral est nommé, Piotr Sviatopolk-Mirski. Il appelle à la création d'une nouvelle politique de confiance entre le gouvernement et la société civile. Il s'ensuit une nouvelle période d'activation de la vie sociale en Russie, appelée printemps de Sviatopolsk-Mirski.
Selon les mémoires de A. Karelin :« Dès le début du printemps, Sviatopolk-Mirski abandonne les conférences et commence à lire les journaux. C'est à cette époque que débutent les pétitions du zmestvo. Nous les avons lues, discutées et commencé à en discuter avec Gapone. N'est-il pas temps, disait-on, que nous les travailleurs  nous introduisions nous-même nos propres pétitions. Il a refusé...mais nous avions un grand désir d'en introduire. À partir de novembre s'installe une agitation sourde. ».
À la fin 1904, de sérieux différends surgissent entre Gapone et le conseil du Collectif. Gapone a une grande influence sur les travailleurs peu conscientisés qui constituent la majorité des membres de l'Assemblée du Collectif. Le conseil regroupé autour des époux Karelin avait plus d'influence sur les membres plus conscientisés. En décembre 1904, le désaccord atteint des sommets et l'opposition est prête à renverser Gapone du piédestal de la direction du mouvement. Mais le licenciement de quelques ouvriers membres du Collectif oblige les dirigeants à oublier les divergences internes et à consolider le mouvement dans sa lutte pour le droit des travailleurs,.

## Grève des travailleurs du mois de janvier 1905

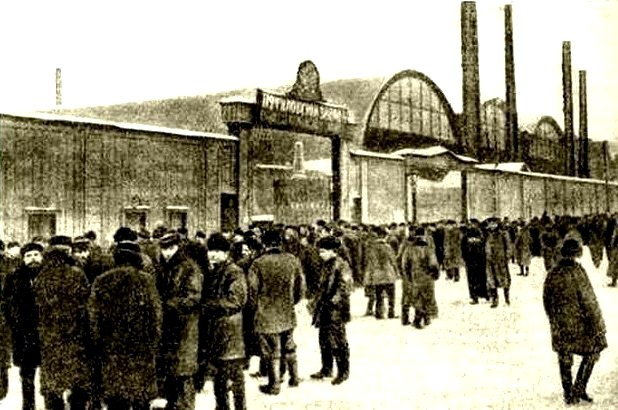
Grévistes devant les portes de l'usine Putilov-1905

En décembre, parmi les travailleurs de l'Usine Poutilovski, se répand le bruit selon lequel, quatre travailleurs, sous l'autorité du chef d'atelier Tetiavkine ont été licenciés de l'usine sans avertissements et, à ce que l'on disait parmi leurs collègues, parce que ces quatre travailleurs faisaient partie du Collectif. Selon les mémoires de Gapone :
« Sans aucun doute, le licenciement était lié à leur appartenance à notre syndicat, et c'est ainsi qu'ils se sont entendus dire : «Sans aucun doute, votre syndicat vous soutiendra... ». Aussi ai-je considéré comme un devoir pour le syndicat de prendre la défense des exclus et de poursuivre cette affaire jusqu'à la fin, quoi qu'il en soit … Si nous abandonnions les licenciés à leur sort, la confiance dans notre syndicat serait à jamais ébranlée ».
Le 28 décembre 1904 (10 janvier 1905 dans le calendrier grégorien) la députation des membres du Collectif des travailleurs de l'usine Poutilov, dirigée par Gapone, se rend chez le directeur de l'usine S. Smirnov. Elle déclare qu'au nom du Collectif elle demande que ses membres ne fassent pas l'objet de mesures de répression et plus particulièrement que celles prises contre les ouvriers licenciés soient annulées. Le directeur Smirnov refuse catégoriquement la demande de la députation.
Le 2 janvier 1905 (15 janvier dans le calendrier grégorien), lors de la réunion d'urgence des membres du Collectif travailleurs à l'usine Poutilov, la décision est prise d'arrêter le travail le lendemain et d'exiger du directeur le renvoi du chef d'atelier Tetiavkine et le retour à leur travail des ouvriers licenciés.
Le 3 janvier 1905 (16 janvier dans le calendrier grégorien) à 8 heures du matin commence la grève à l'usine Poutilov.
Le 4 janvier 1905 (17 janvier dans le calendrier grégorien), les grévistes présentent une série de revendications supplémentaires parmi lesquelles : 1) la journée de travail de huit heures, 2) des travaux à trois postes différents, 3) la suppression des heures supplémentaires, 4) l'augmentation des salaires des manœuvres, 5) l'amélioration des sanitaires de l'usine 6) les soins médicaux gratuits.
Une nouvelle députation de travailleurs se rend chez le directeur de l'usine avec à sa tête le prêtre Gapone, mais le directeur refuse à la fois ces revendications et la réintégration des ouvriers licenciés et le licenciement du contremaître.
Le même jour, les travailleurs de l'usine Franco-Russe se mettent également en grève ( 2 000 travailleurs) et présentent des revendications à la direction et notamment la journée de huit heures de travail.
Le 20 janvier 1905 (2 février dans le calendrier grégorien), dans la matinée, toutes les grandes usines de Saint-Pétersbourg se mettent en grève, de même que les ouvriers des petites entreprises, les ateliers typographiques. En partie de leur plein gré mais en partie aussi sous la pression de ceux qui étaient déjà en grève.

## Établissement de la pétition des travailleurs

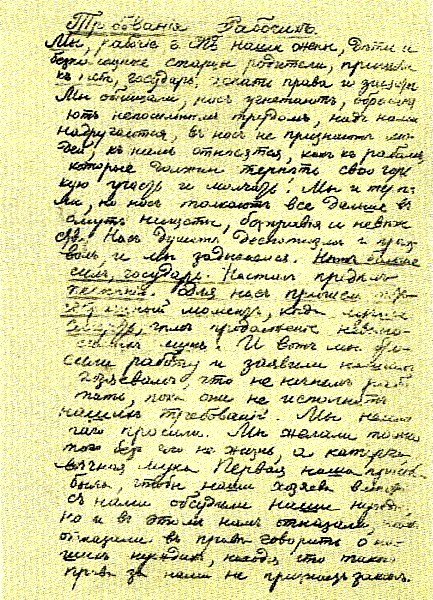
Un des exemplaires de la pétition Pétition des travailleurs de Saint-Pétersbourg du 9 janvier 1905

Au cours de la grève surgit l'idée au sein des groupes d'ouvriers radicaux du Collectif de présenter une pétition au tsar portant sur les besoins urgents des populations. Après quelques hésitations, cette idée, appuyée par Gapone, recueille rapidement une grande popularité. Ce dernier propose d'organiser la remise de la pétition au tsar sous forme d'une grande procession religieuse des travailleurs qui irait jusqu'au Palais d'Hiver.
Le 5 janvier 1905 (18 janvier dans le calendrier grégorien), le texte de la pétition est discuté avec les représentants sociaux-démocrates qui proposent à Gapone leur version de texte. Après avoir pris connaissance de leur version, Gapone la rejette, et, dans la nuit du 6 au 7 janvier, rédige sa propre version,. Les 7 et 8 janvier, le texte de la pétition est discuté lors de l'assemblée des travailleurs et, après quelques amendements est approuvé par les membres de l'assemblée. L'exigence principale est la convocation immédiate d'une Assemblée constituante qui fonctionnerait sur les principes du droit de vote universel, secret et égal pour tous. De plus, un certain nombre d'exigences politiques et économiques sont formulées, telles que l'amnistie pour les prisonniers politiques, le développement des droits et libertés des citoyens, le remplacement de l'impôt indirect par un impôt sur le revenu progressif, l'introduction de la journée de travail de huit heures etc. La pétition s'achève par un appel direct au tsar:
« Voilà, Sire, nos principaux besoins que nous sommes venus te confier. Ordonne et jure de les satisfaire et tu rendras la Russie heureuse et glorieuse, et tu graveras ton nom dans nos cœurs et ceux de nos descendants pour l'éternité. Mais si tu ne l'ordonnes pas, si tu ne réponds pas à notre prière, nous mourrons ici sur cette place, devant ton palais. Nous n'avons pas où aller plus avant, et ce serait sans objet. Nous n'avons que deux voies : ou la liberté et le bonheur, ou le tombeau…» ».

## Évènements du 9 janvier 1905
Lors de l'affrontement entre les travailleurs et la police, les manifestants qui se rendaient au palais d'Hiver, ont été dispersés par des unités de l'armée régulière. Selon les chiffres officiels le nombre de morts était de 130 et le nombre de blessés 299 .
Après la dispersion de la manifestation, selon les mémoires de A. Karelin, on pouvait observer au sein du Collectif
« ...comment les gens, et pas seulement les jeunes, mais aussi les vieux croyants, piétinaient les portraits du tsar et des icônes. Et surtout que ceux qui crachaient et piétinaient étaient ceux-là mêmes qui auparavant se préoccupaient de savoir si les icônes avaient bien leurs cierges allumés, ajoutaient de l'huile dans les lampes qui en manquaient, parce qu'ils avaient perdu leur foi en Dieu et au tsar. »

## Histoire du collectif après le 9 janvier 1905
Le 23 janvier 1905 (5 février dans le calendrier grégorien) l'activité du Collectif est interdite, son compte bancaire de 3 000 roubles et ses biens sont confisqués.
Le Collectif ne reprendra ses activités qu'après le Manifeste d'octobre en novembre 1905. Gapone en est à nouveau le président et le gouvernement du comte Serge Witte débloque plus de 30 000 roubles pour permettre au Collectif de fonctionner à nouveau.

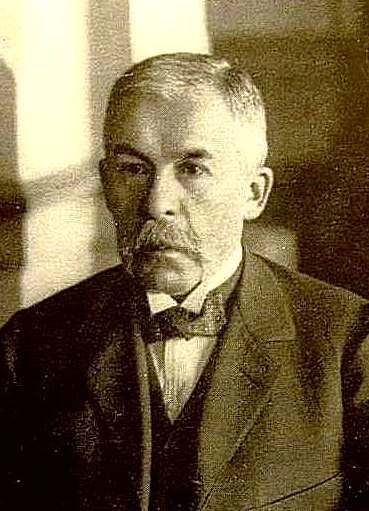
Piotr Dournovo

Au début de l'année 1906 la situation du Collectif des travailleurs  de Gapone change radicalement. En décembre 1905, a lieu l' insurrection de Moscou, à l'initiative du conseil des députés des travailleurs. Elle est brutalement réprimée par le pouvoir. Cette répression et la liquidation du conseil des députés des travailleurs permet au gouvernement, dirigé par la ministre de l'intérieur Piotr Dournovo, de renforcer les positions du  bloc du pouvoir. Au début du mois de janvier 1906, Dournovo est confirmé dans ses fonctions de ministre de l'intérieur et devient pratiquement l'homme fort au sein du gouvernement, tandis que la position de Serge Witte commence à s'affaiblir. Cela a immédiatement eu des répercussions sur l'attitude du gouvernement à l'égard du Collectif de Gapone. Sur ordre de Dournovo, le maire de Saint-Pétersbourg Vladimir von der Launits interdit les réunions organisées par Gapone, sous prétexte qu'elles pouvaient être utilisées pour diffuser des idées révolutionnaires. Dans un mémorandum adressé au ministre de l'intérieur en février 1906, von der Launits écrit: «En autorisant l'organisation de syndicats, dans un climat déjà historiquement compromis que celui de Gapone, le gouvernement organise la cohésion des masses ouvrières, à laquelle il ne pourra plus faire face dans un avenir rapproché».
En janvier 1906, Dournovo décide que les contacts avec Gapone seront à l'avenir assurés par le vice-directeur du département de la police Piotr Ratchkovski. Après une rencontre avec Gapone, Ratchovski déclare que les débuts son département sont difficiles et que le ministre Dournovo craint que Gapone ne prépare un nouveau 9 janvier 1905. Gapone tente de convaincre Ratchovski que son point de vue sur le mouvement syndical a changé et qu'il entend en faire une organisation professionnelle pacifique. Ratchkovski invite Gapone à écrire une lettre au ministre dans laquelle il exposerait son point de vue en lui expliquant que sans cette lettre il n'était pas possible de discuter d'un département de la police aux conceptions plus ouvertes à la discussion. À la fin du mois de janvier, Gapone écrit cette lettre au ministre Dournovo. Elle est connue sous le nom de lettre de repentir de Gapone. Il écrit notamment ceci dans cette lettre:

« …9 janvier — malentendu fatal. En tout cas, dans cette affaire je ne suis pas coupable vis-à-vis de la société… J'ai vraiment cherché la vérité avec une foi naïve, et la phrase : «au prix de notre propre vie nous garantissons l'intégrité personnelle de notre souverain» n'était pas une phrase vide de sens. Mais si pour moi et pour mes fidèles camarades la personne du souverain était et reste sacrée, alors sa bénédiction du peuple russe nous est extrêmement précieuse aussi. Voilà pourquoi, sachant à la veille du 9 janvier qu'ils tireraient, j'ai marché au premier rang du cortège sous les balles et les baïonnettes des soldats, pour témoigner  par mon sang de l'urgence de la modernisation de la Russie  sur des bases authentiques. »

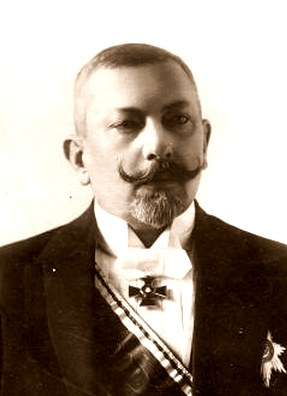
Aleksandre Vassilevitch Guerassimov, chef de l'okhrana

Selon Ratchkovski, quand la lettre est remise au ministre, Dournovo la lit jusqu'à la phrase «alors sa bénédiction du peuple russe», puis se met en colère et jette la lettre par terre. Ratchkovski est chargé d'exiger de la part de Gapone une preuve plus convaincante de sa loyauté. Lors de sa rencontre suivante il propose à Gapone d'entrer ouvertement au service du gouvernement et d'occuper un poste dans un département de la police. On lui promet en retour un gros salaire, des grades civils, la légalisation complète de son Collectif qui pourrait agir au grand jour. Mais Gapone refuse. Dans une conversation avec un journaliste de Simbirsk il explique: « ils m'appellent à leur service, ils promettent de me donner un grade important et beaucoup d'argent, mais je n'irai pas, même s'ils me promettaient des montagnes d'or».
À la fin du mois de février 1906, le ministre Dournovo écrit un rapport circonstancié à l'adresse de l'empereur dans lequel il évoque le caractère peu souhaitable d'un mouvement ouvrier légal en Russie et reprend tous les motifs évoqués dans la note écrite par le maire von der Launits. Dans ce même rapport il rapporte des informations détaillées sur ses contacts de Gapone avec le comte Serge Witte et sur le fait que le prêtre a reçu 30 000 roubles de sa main. En janvier-février, Witte se bat pour que soient créés des départements de la police pour les syndicats, proposant de remplacer le projet de mettre Gapone à leur tête par celui d'y placer l'ingénieur N. Demtchinski. Mais après le rapport de Dournovo l'affaire est classée et en mars 1906 le projet de ce département est définitivement abandonné.

## Galerie de portraits de personnalités

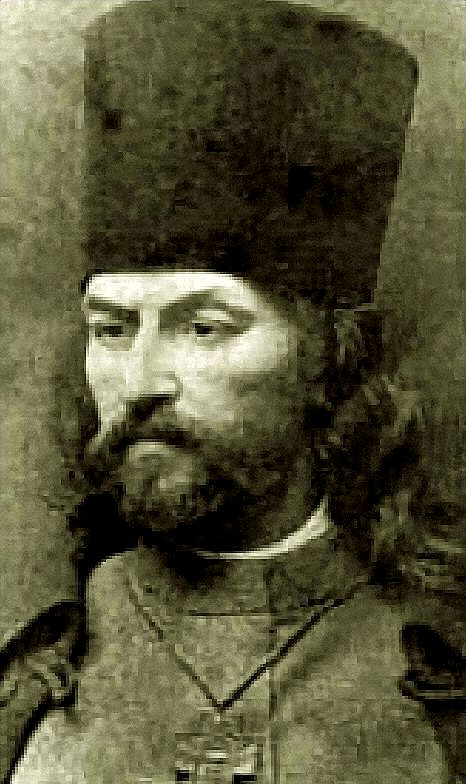
Gueorgui Gapone
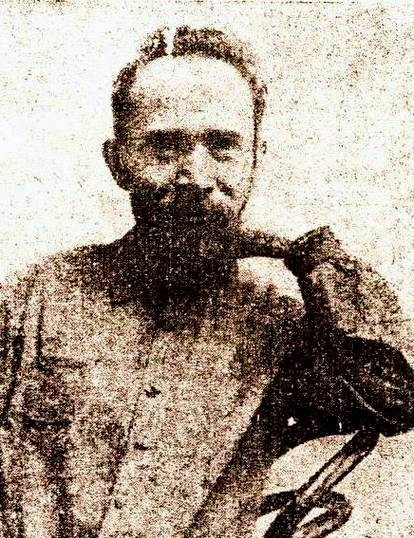
Alekseï Karelin
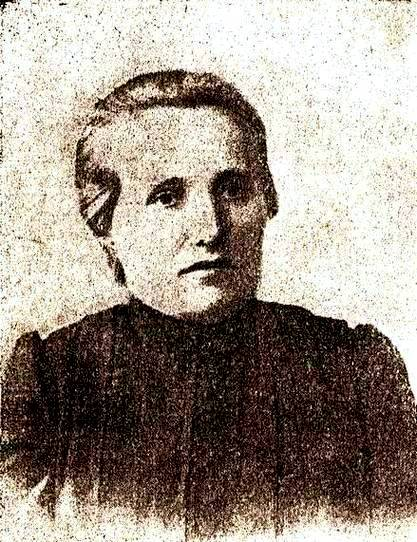
Véra Karelina